# Tokiharu Abe
Tokiharu Abe (Tóquio, 3 de abril de 1911 - Tóquio, 9 de agosto de 1996) foi um ictiólogo japonês.
Trabalhou para o Museu da Universidade de Tóquio. Abe tornou-se famoso devido aos estudos taxonómicos dos peixes-balão (Tetraodontidae, Teleostei) do leste da Ásia, em particular o género Takifugu, que ele mesmo descreveu em 1949. Também descreveu mais espécies como Sagamichthys abei, Centroscyllium kamoharai e Fugu obscurus. Algumas espécies, como Tetraodon abei e Chaunax abei, foram nomeadas em sua honra. Abe foi um membro estrangeiro honorário da Sociedade Americana de Ictiólogos e Herpetólogos.
Morreu em 1996 devido a uma hemorragia cerebral num hospital em Tóquio.